# Garibald
Garibald (o Garibold, vers 665 - ?) va ser rei dels llombards i rei d'Itàlia el 671.

## Biografia
Fill de Grimuald i de Teodota (germana de Godepert i de Perctarit), va heretar el tron després de la mort del seu pare el 671, quan encara era un nen. El seu regnat va durar tot just un parell de setmanes; assabentat de la mort de Grimuald, Perctarit, que havia estat deposat pel mateix Grimuald el 662, va tornar del seu exili al regne franc de Nèustria i va succeir al seu nebot. La proclamació va ser ratificada per l'assemblea dels llombards.
La deposició de Garibald es va veure afavorit no només per la curta edat del sobirà ("puerulo", segons el defineix Pau el Diaca), sinó també en l'elecció dels ducs llombards, que d'aquesta manera s'oposaven al principi dinàstic i reafirmaven el sistema electiu i d'adhesió al tron llombard (encara que aquest Perctarit al seu torn era fill del rei Aripert I). De la vida de Garibald després del destronament no sé sap res, tot i que al segle XX es van difondre llegendes fantasioses sobre la seva fugida a Ligúria, però és probable que simplement passés a la vida privada.